# ゲームボーイギャラリー
ゲームボーイギャラリー（GAME BOY GALLERY）は、任天堂が発売したゲームボーイ用アクションゲーム及びシリーズの総称。

## 概要
1980年代に人気を博した携帯型液晶ゲーム機『ゲーム&ウオッチ』のゲームを数作品リメイク収録している。画面やゲームのルールがオリジナルそのままの「むかしモード」と、それらをマリオシリーズのキャラクター達をメインにして現代風にアレンジした「いまモード」とが遊べる。また、ゲーム&ウオッチの歴史を紹介する「ギャラリーコーナー」や、隠しゲーム（『2』以降）があり、各ゲームで高得点を出すと出現する。『2』以降では通信ケーブルを使用する事で、一部ゲームでの2人対戦や前作で出現したギャラリーコーナーの通信が出来る。
ゲーム&ウオッチでは、『スヌーピー』、『ポパイ』など任天堂以外のキャラクターを使用したゲームもいくつかあったが、版権の都合でこのシリーズには紹介されていない（『3』収録の『エッグ』は、日本では『ミッキーマウス』のキャラクターゲームとして発売されたが、本作では日本国外版が収録されている）。またオリジナルと比較して、一部表現が変更になっているものもある（『ファイア』のミス表示など）。
いずれもスーパーゲームボーイに対応しており、専用のピクチャーレーベル（画面枠）が表示される他、操作説明の画面もSFCコントローラーに準じたものへ変化する。また、一部ゲームの操作形態がSFCコントローラに合わせたものに変化する。 
日本国外ではオーストラリアを除き『GAME&WATCH GALLERY』というタイトルシリーズで販売され、さらに日本国外のみのタイトルとしてゲームボーイアドバンス対応のシリーズ第4弾『GAME&WATCH GALLERY 4』（オーストラリア・欧州版タイトルは『GAME&WATCH GALLERY ADVANCE』）が発売されている。日本でも発売予定はあったものの中止となり、後に『ゲームボーイギャラリー4』としてWii U バーチャルコンソールで配信された。また、このゲーム内にMr.ゲーム&ウォッチが登場し、発売当時日本国外のHPでは任天堂最古のゲームキャラクターだと説明された。なお、各シリーズの効果音と文字は後の『伝説のスタフィー』でも使われている。
ゲーム&ウオッチの人気作品をゲーム&ウオッチの実機を買い揃えるのと比べるとはるかに安く同名のゲームタイトルを遊ぶことができ、当時のレトロゲームファンに喜ばれた。

## 作品一覧

### ゲームボーイギャラリー
日本では1997年2月1日にゲームボーイ専用ソフトとして発売された。2011年6月22日にはニンテンドー3DSのバーチャルコンソールで配信された。
アメリカとヨーロッパでは『GAME&WATCH GALLERY』、オーストラリアでは後述の件もあり『GAME BOY GALLERY 2』として発売された。

#### 収録作品
マンホール（ニューワイドスクリーン版）
いまモードでは蓋が予め4つ用意されているが、一度キャラが通過すると落ちてしまい、それをカバーする為にヨッシーを操作する。
オクトパス
いまモードでは、獲った宝を投げつけてタコの脚を攻撃する事も可能。一方で、タコが時折スミを吐いて攻撃するようになった。
ファイア（ワイドスクリーン版）
いまモードではキャラによって落下する速度が違う。また、時折タマゴが現れる事があり、スターは5点獲得出来るが、ボム兵は馬車まで運んでしまうとミスになる。
オイルパニック
いまモードではマリオが両側にバケツを持っており、マリオを回転させる事が出来る。
いずれのモードも、100点未満の場合、ゲームオーバー直後に攻略ヒントが出る。

#### 登場キャラクター
- マリオ
- ヨッシー
- キノピオ
- ドンキーコングJR.
- ルイージ
- ピーチ
- クッパ

#### スタッフ
- コーディネーター：下河康、滝川一郎
- プログラマー：高瀬栄、広尾敏文、やまざきたけし
- デザイナー：城山功、たちばなえいじ
- コンポーザー：水田陽子、杉田仁
- アドバイザー：田中宏和、坂本賀勇、原田貴裕
- デザイン・アドバイザー：手塚卓志
- マニュアル・エディター：野村扶二子、佐藤範之
- ディレクター：山上仁志
- プロデューサー：出石武宏

### ゲームボーイギャラリー2
日本では1997年9月27日にゲームボーイ専用ソフトとして発売された。モノクロ版は日本のみ発売。2012年3月21日にはニンテンドー3DSのバーチャルコンソールで配信された。
後に日本国外ではゲームボーイカラー共通ソフトとして発売され、アメリカとヨーロッパでは『GAME&WATCH GALLERY 2』、オーストラリアでは『GAME BOY GALLERY 3』として発売された。日本語版は2020年9月9日に未発売タイトルが大量に流出して発見された。

#### 収録作品
パラシュート
キャラによって落ちる速度が違い、キノピオは全てゆっくり、ドンキーコングJR.は全て速く、ヨッシーは両方ともあり、となっている。また、キノピオは大砲に入って発射されてから落ちる事もある。
ヘルメット
むかしモードでは、建物に駆け込むだけ（5点のボーナス）でなく、落ちてくる工具に当たらなくても1点加算される。
いまモードは、コインを回収するとゴール時にさらに大きな得点を得る事が出来る。ただし、コインは蓄えれば蓄えるほど動きが鈍くなる。また、100点未満でゲームオーバーになると操作キャラがマリオからワリオになる。
シェフ
いまモードでは、ピーチ姫の操作するフライパンに具材を当てると具材を焼く事ができ、丁度良い具合に焼けた具材を後ろにいるヨッシーに食べさせる事が出来る。これを繰り返し、タマゴからちびヨッシーが産まれるとボーナス点を獲得、ちびヨッシーの状態で具材を食べさせるとヨッシーに成長出来る。ただし、焼きすぎて焦げた物を食べさせると、ペナルティとしてヨッシーは一定時間動けなくなる。
バーミン
いまモードは、複数の敵から6個の卵を同時に守らなければならない。一個でも割られたらゲームオーバーとなる。卵一個の耐久力は3。
むかしモードは5箇所からもぐらが次々と飛び出してくる。
ドンキーコング
いまモードでは、さらわれるヒロインがポリーンではなくピーチ姫になっている。
ボール
隠しゲーム。最初はむかしモードしか遊べないが、後にいまモードも遊べるようになる。いまモードでは「ヨッシー」「マリオ」「ワリオ」「クッパ」の各バージョンが存在するが、マリオバージョンは『マリオジャグラー』に近い。

#### ギャラリーコーナー
各ゲームで200点得点するごとに☆が一つ貰える。
伝言板
最初から開いている。
音楽室
ミュージアム
プレゼント
ボールが遊べる様になる。

#### スタッフ
- エグゼクティブ・プロデューサー：山内溥
- プロデューサー：出石武宏
- ディレクター：山上仁志
- コーディネーター：下河康、滝川一郎
- プログラマー：高瀬栄、広尾敏文、長岡太郎、伏見透
- デザイナー：城山功
- デザイン・アドバイザー：手塚卓志、日野重文
- サウンド・コンポーザー：水田陽子、西坂紀子、佐々木三郎
- アートワーク・デザイナー：井上泰夫
- デザイン・サポート：野村扶二子、佐藤範之
- イラストレーター：小田部羊一

### ゲームボーイギャラリー3
日本では1999年4月8日にゲームボーイ・ゲームボーイカラー共通ソフトとして発売された。世界でもゲームボーイ・ゲームボーイカラー共通ソフトとして発売された。
アメリカとヨーロッパでは『GAME&WATCH GALLERY 3』、オーストラリアでは『GAME BOY GALLERY 4』として発売された。
日本でのニンテンドー3DSバーチャルコンソールは、2014年11月21日から2015年1月20日に開催の「スマブラ・ポケモン 両方買うとプレゼント! キャンペーン」の特典として、『大乱闘スマッシュブラザーズ for Nintendo 3DS』と『ポケットモンスター オメガルビー・アルファサファイア』（『ポケットモンスター オメガルビー』と『ポケットモンスター アルファサファイア』のどちらか）を購入した上で、応募期間内にクラブニンテンドーにてポイント登録すると、2014年12月9日から2015年1月29日までダウンロード番号（シリアルコード）を受け取る事が出来た。ダウンロードの有効期限は2015年3月25日までだった。非売品扱いのため一般向けの配信はされていない。
2023年2月9日より『ゲームボーイ Nintendo Switch Online』収録ソフトの一つとして配信開始。

#### 収録作品
隠しゲームはいずれもいまモードは非搭載。
エッグ
いまモードは、4方向のコンベアーから流れてくるクッキーをヨッシーが舌で食べる物で、時たま流れて来るボム兵を食べるとミスになる。最初は、1方向からしか流れて来ないが、ある程度すると2方向から流れて来る上、クッキーが流れる速さも速くなる。しかし、ある程度すると元に戻る。クッキーが落ちてもマリオが見ている状態であれば完全なミスにはならない。
グリーンハウス
いまモードはスイカを10個食べるとヨッシーが炎を吐けるようになり、ウッキーが一番下にいなくても退治出来るようになる（10回炎を吐くか時間の経過で元に戻る）。
タートルブリッジ
いまモードはコインの獲得枚数によりピーチへ届ける物も変化し、得点もアップする。また、真ん中の浮島は長くいると落ちてしまい、得点を重ねると乗っていなくても時間の経過により落っこちるようになる。
マリオブラザーズ
いまモードは、クッパが地震を起こしてコンベアの流れを逆にしてしまう事もある。マリオが上のレバー、またはルイージが下のレバーを戻せば元に戻る。
ドンキーコングJR.（ニューワイドスクリーン版）
いまモードは敵がクリボー・キラー・プチパックンに変わっている。
フラッグマン
隠しゲーム。2人対戦に対応している。
ジャッジ
隠しゲーム。2人対戦に対応している。
ライオン
隠しゲーム。ゲーム&ウオッチ版と同様に、片方の調教師を動かしている時、もう片方の調教師を動かす事は出来ない。
スピットボールスパーキー
隠しゲーム。
ドンキーコング2
ファイア
隠しゲームだが、こちらは秘密2で遊べる様になっている。開発版の物でゲーム画面の左右が反対になっており、ゲーム画面はシルバー版の物であるが、システムはワイドスクリーン版に準じている。

#### ギャラリーコーナー
伝言板
最初から開いている。
音楽室
ミュージアム
プレゼント
それぞれ隠しゲームが遊べる様になり、すべて出した後はスタッフロールが見られる様になる。
秘密1
ファイアの開発版の説明が見られる。
秘密2
ファイアの開発版が遊べる様になる。詳しくは上記を参照。

#### スタッフ
- エグゼクティブ・プロデューサー：山内溥
- プロデューサー：出石武宏
- ディレクター：山上仁志
- コーディネーター：下河康、おおさかまこと、からたあきら、きょうかわさすけ
- プログラマー：高瀬栄、広尾敏文、伏見透
- デザイナー：城山功
- デザイン・アドバイザー：手塚卓志、日野重文
- サウンド・コンポーザー：西坂紀子
- アートワーク・デザイナー：井上泰夫、中道幸呼
- イラストレーション：小田部羊一
- スペシャル・サンクス：藤井貴矢

### ゲームボーイギャラリー4
当初は欧米でのみゲームボーイアドバンス対応ソフトとして発売（日本未発売）された。
アメリカでは『GAME&WATCH GALLERY 4』として、ヨーロッパとオーストラリアでは『GAME&WATCH GALLERY ADVANCE』として発売された。
日本では当初は『ゲームボーイギャラリー4』として発売予定だったが中止となり、長らく幻のソフトとなっていたが、2016年3月16日に日本国内ではWii Uバーチャルコンソール専用ソフトとして配信された（ゲーム内の表記も日本語になっている）。
内容は従来のシリーズ同様にゲームボーイアドバンス用にリメイクしたもので、ゲームボーイ版旧作からの再録作品もグラフィックなどがグレードアップしている。
オリジナル版では通信機能を使用すると☆20個を入手出来るが、バーチャルコンソール版では☆を170個集めた後でクレジットを表示させると入手出来る。

#### 収録作品
ファイア（ワイドスクリーン版）
ボクシング
2人対戦に対応している。
いまモードは体力制ではなく、相手ディフェンスゲージを0にしてコーナーに追い詰め、ダウンを奪うことができた時点で勝利となる。
レインシャワー
いまモードではゲーム開始直後はキャラクターが少なく、得点を重ねるごとに追加されていく。また、たまに降ってくる月をミスせずに5個キャッチすることでボーナス点が入る。
マリオズ・セメントファクトリー（ニューワイドスクリーン版）
いまモードではたまにテレサがタンクに入り込むことがある。タンクから出しても得点は入らないが、下に落ちずにいなくなる。また、中央のエレベーターは足を踏み外しても、落ちた先に床があればミスにならない。
ドンキーコングJR.（ニューワイドスクリーン版）
ドンキーコング3
2人対戦に対応している。
いまモードではドンキーコングと対決するキャラクターがマリオに変更され、相手と送り合うものがテレサとファイアボールの2つとなっている。テレサは近い側のプレイヤーが補給の姿勢をしばらく取っていると、よりそのプレイヤーに近付く。

#### ギャラリーコーナー
CLASSIC/むかしモード & MODERN/いまモード 収録
シェフ
マリオブラザーズ
ドンキーコング
オクトパス
いまモードでは、大タコのデザインが「1」のリアル調から再びデフォルメ調に変わったほか、得点を重ねるごとに体が様々な色に変化する。
ファイアアタック
いまモードでは敵に混じって食べ物が現れることもあり、叩かずにキャッチすることで得点になる。
むかしモードのみ
マンホール（ニューワイドスクリーン版）
トロピカルフィッシュ
マリオズ・ボンアウェイ（パノラマスクリーン）
パラシュート
ボムスイーパー
クライマー（ニューワイドスクリーン版）
雲の数がニューワイドスクリーン版に準拠している。
セイフバスター
ライフボート
ゼルダ

#### スタッフ
- エグゼクティブ・プロデューサー：岩田聡
- プロデューサー：出石武宏
- ディレクター：山上仁志、南本康博
- アシスタント・ディレクター：のぐちとしふみ、田島梓
- オリジナル・コンセプト：ふくとめりえ
- プログラマー：江上健太、ふるかわたかひろ
- ゲーム・デザイナー：いこまひさたか、もちづきあきら、はらえりか、しのきこうたろう
- マニュアル・エディター：中道幸呼
- イラストレーター：小田部羊一、高橋靖子
- サウンド・コンポーザー：衣笠りよう、萩原健吾

### GAME BOY GALLERY
日本での『ゲームボーイギャラリー』シリーズが発売される以前に、ヨーロッパとオーストラリアでは1994年4月27日に同名の『GAME BOY GALLERY』というタイトルのソフトが発売されていた。日本での『ゲームボーイギャラリー』とは別内容であり、日本国内やアメリカでは未発売。オーストラリアでは本作を第一作としてこのタイトルを引き続き使用した為、ナンバリングが他国とはズレている。
内容は同じように、ゲーム&ウオッチの作品をゲームボーイ用にリメイクしたもの。国内版で発売されたものに収録されていた「むかしモード」同様にオリジナル版を再現したものが収録されているのみだが、グラフィックは全て新たに描き起こされており、新規のキャラクターデザインを使用している。この為、メニュー画面や操作キャラクターなど全ての面においてマリオシリーズのキャラクターは一切登場しない。また、ミスリアクションのアニメも追加されている。

#### 収録作品
ボール
バーミン
フラッグマン
マンホール
セメントファクトリー
操作キャラクターがマリオではなくなっている。